# Atsushi Kaneko
Atsushi Kaneko (カネコアツシ, Kaneko Atsushi; Sakata, 26 de dezembro de 1966) é um mangaká, ilustrador e designer japonês.
Formado em economia, começou a desenhar ainda criança. Tornou-se ilustrador profissional depois de se formar, publicando seus próprios mangás e quadrinhos com estética punk e do mundo do rock em 1988.

## Biografia
Kaneko nasceu na cidade de Sakata, em 1966. Desde criança começou a ler mangá e a arriscar a escrever os seus próprios. Na adolescência, interessado mais em música do que em quadrinhos e livros, abandonou o mangá e passou a se interessar pelo cinema e pela estética punk e rock de garagem. Ingressou no curso de economia da Universidade Senshu ao completar o ensino médio e só retornou aos mangás quando terminou o curso e não conseguiu um emprego em sua área de formação.

## Carreira
Inicialmente, Kaneko pensou em trabalhar com cinema, mas o meio não é fácil para estreantes e dificilmente ele conseguiria dirigir seus filmes. Autodidata, Kaneko se aventurou então na escrita e nos mangás por conta própria. Para não copiar o estilo de outros profissionais da área, se inspirou na estética do rock e da cultura punk para compôr seus primeiros trabalhos. Em 1988, publicou seu primeiro trabalho, Haiyu Yukuku, sem grande público ou apreciação da crítica.
Seu próximo trabalho, Ratty get new way foi enviado para o concurso de novos talentos da revista The Comic Spirità e ele foi contemplado com o Big Comic Spirits Newcomer Award. Em 1990, ele também ganhou o Prêmio de Inverno do Afternoon Four Season Awards. Nestes anos iniciais, ele também ilustrou capas de CDs.
Em 1992, publicou Rokkunrōru Igai Wa Zenbu Uso (ロックンロール以外は全部嘘) e entre 1998 e 1999 os volumes B.Q. side A, The mouse book, B.Q. side B, The fly book, B.Q.outtakes the roach book e R-Tan Henshū (R - 短編集。). Em 1998, porém, começou o trabalho que o levaria ao sucesso e ao grande público, tanto japonês quanto estrangeiro, BAMBi. Ela logo se tornou série cult ao longo dos anos e ainda levou a dois CDs, Shot The Pink Gun: Bad Tracks para BAMBi e One Shot One Kill: Bad Tracks para BAMBi 2.
Após finalizar BAMBi, em 2004, Kaneko começou a serialização de seu mangá mais longo até então, com mais de 11 volumes e finalizado em 2010, Soil. Ganhador do Grand Prix de l'Imaginaire na categoria Mangá, Soil foi a grande atração do 39º e do 40º Festival de Quadrinhos d'Angoulême de 2012 e 2013. Soil ganhou uma adaptação para a TV japonesa em 2010.
Fã de Stanley Kubrick, em 2005, Kaneko estrou no cinema, dirigindo uma das quatro partes ("Mushi") de Rampo Noir (乱 歩 地獄) baseado no trabalho de Edogawa Ranpo. Retorna aos quadrinhos com Wet Moon em 2011, série em três volumes, concluída em 2013. No ano seguinte começou a série Deathco (デスコ) encerrada em 2017 com o sétimo volume (publicada no Brasil como Death Disco, pela DarkSide Books).
Em 2018, iniciou seu novo trabalho: Search and Destroy (Sāchi e desutoroi), uma releitura da série Dororo de Osamu Tezuka.

## Estilo
Seu estilo é caracterizado por fortes linhas em preto e branco e com um estilo gráfico inspirado nos quadrinhos independentes americanos, como Paul Pope, e japoneses, como Suehiro Maruo. Seu traço particular o leva a trabalhar sem assistentes, ao contrário de muitos outros colegas mangakás, o que preserva a particularidade do estilo. Para suas histórias, muitas vezes caracterizadas por uma atmosfera surreal e ambientadas em um mundo governado pela violência retratada de forma grotesca, Kaneko se inspira na cultura popular, na música e no cinema.

## Publicações

### Mangás
- 1992: Rock"n Roll Igai ha Zenbu Uso (ロックンロール以外は全部嘘?)
- 1998: R
- 1998: BAMBi
- 2000: B.Q. side A, The mouse book
- 2001: ATOMIC?
- 2004: HUNKY×PUNKY
- 2004: Soil
- 2008: B.Q. side B, The fly book
- 2008: B.Q.outtakes the roach book
- 2011: Wet Moon
- 2014: Deathco (no Brasil Death Disco; DarkSide Books, 2021)
- 2018: Search & Destroy

### Filme
- 2005: Rampo Noir (乱歩地獄, Ranpo jigoku?) (segmento "Mushi")

## Prêmios
2012: Grand prix de l'Imaginaire pour Soil, categoria «Mangá»
2014: Prix Asie ACBD por Wet Moon